# Xah Timur
Xah Timur o Xah Temür (+ 1358) fou kan nominal del Kanat de Txagatai el 1358. No es coneix la seva ascendència, excepte que era fill de un príncep txagataïda de nom Mansur Timur.
El 1358 Abd Allah ibn Qazaghan va executar a Bayan Kuli (per apoderar-se de la seva dona) i va posar al tron a Xah Timur, però dos caps tribals, Hajji Barles i Buyan Suldus, es van revoltar i el van expulsar del poder. Buyan Suldus va agafar el control de l'ulus i va fer matar Xah Timur.